# Bisphosphonatassoziierte Knochennekrose
Bisphosphonate-assoziierte Kiefernekrosen, engl. bisphosphonate-associated osteonecrosis of the jaw (BONJ, ONJ) sind Nekrosen der Kieferknochen, die gehäuft bei Patienten auftreten, die zuvor mit Bisphosphonaten behandelt wurden. Auslöser ist in der Regel ein zahnärztlicher oder kieferchirurgischer Eingriff. Es sind jedoch auch spontane BONJ beschrieben. Bisphosphonate hemmen den Knochenabbau und werden gegen Osteoporose und gegen Knochenmetastasen eingesetzt.
Das Krankheitsbild wurde erstmalig in den späten 1980er Jahren beschrieben. Es ähnelt den Phosphornekrosen des Kiefers (englisch phossy jaw) nach Vergiftungen durch weißen Phosphor, wie sie im 19. Jahrhundert aus der Streichholz-Industrie bekannt waren, oder auch den infizierten Osteoradionekrosen (IORN) bei Patienten nach Strahlentherapie von Kopf-Hals-Karzinomen. Patienten mit Tumorleiden oder Immunsuppression sind häufiger betroffen als Osteoporosepatienten. Die BONJ ist fast nur mit intravenös verabreichten Amino-Bisphosphonaten assoziiert.
Die klinische Diagnose der Bisphosphonat-assoziierten Kiefernekrose ist nur schwer zu stellen. Definitionsgemäß ergibt sie sich aus der Anamnese mit einer Vorbehandlung mit oralen oder intravenös verabreichten Bisphosphonaten. In einigen Studien hat der Gesichtsschädel eine bis zu 20-fach höhere knöcherne Umbauaktivität als das übrige Skelett, was die verstärkte Bisphosphonateinlagerung im Kieferknochen erklären könnte.
Auch bei der Behandlung mit dem RANKL-Antikörper Denosumab können Kiefernekrosen auftreten, die dann auch als ARONJ (antiresorptive associated osteonekrosis of the jaw) bezeichnet wird.
In seltenen Fällen sind auch therapie-assoziierte Kiefernekrosen bei der Gabe von Romosozumab beobachtet worden.

## Bisphosphonate
Bisphosphonate sind Pyrophosphat-Analoga, bei denen eine Substitution des Sauerstoffs durch Kohlenstoff in der P-O-P-Bindung erfolgt. Dadurch findet im Körper keine enzymatische Hydrolyse statt. Bisphosphonate haben eine hohe Affinität zur Knochenoberfläche, insbesondere im Bereich der Resorptionslakunen. Sie hemmen die Osteoklasten und führen dadurch zu einer verminderten Knochenresorption.
Bei Vorliegen einer erhöhten Knochenabbaurate durch osteoporotische Umbauvorgänge oder Knochenmetastasen kann durch den Einsatz von Bisphosphonaten eine sehr effektive Reduktion der osteoklastischen Prozesse erreicht werden. Hierbei wirken Bisphosphonate wie eine mechanische Barriere zwischen Knochenoberfläche und Osteoklasten. Ferner kommt es zu einer erhöhten Apoptoserate der Osteoklasten. Bisphosphonate bewirken so eine effektive Hemmung des fortschreitenden Knochenabbaus. Daneben tritt – wahrscheinlich über die normale Aktivität der Osteoblasten – in der Regel auch eine gewisse Zunahme der Knochendichte von ca. 2 bis 3 % pro Jahr auf, zumindest während der ersten drei Jahre der Behandlung.
Bisphosphonate haben eine sehr lange pharmakologische Halbwertszeit im Knochen, die teilweise bei über zehn Jahren liegt und dazu führt, dass die Indikation zum Einsatz dieses Wirkstoffs streng gestellt werden sollte. Zurzeit ist diese Wirkstoffgruppe zur Behandlung bei Patienten mit manifesten Knochenmetastasen bei Tumorleiden oder mit postmenopausaler Osteoporose zugelassen.

## Pathogenese der Kiefernekrose
Die der Knochennekrose bei Patienten unter systemischer Bisphosphonat-Therapie zugrunde liegenden Faktoren sind noch weitestgehend unbekannt. Diskutiert wird der Mechanismus der osteoklastären und osteoblastären Hemmung, die möglicherweise nicht nur zu einer reduzierten Osteolyserate führt, sondern durch Osteoblastendepression auch die Regenerationsfähigkeit des Knochens schädigt.
Seit der Erstbeschreibung hat sich die BONJ zu einem ernsthaften medizinischen Problem entwickelt, insbesondere bei Patienten, die aufgrund einer Krebserkrankung stickstoffhaltige Derivate (sog. Aminobisphosphonate) intravenös verabreicht bekommen. In dieser Patientengruppe wurden Prävalenzen der BONJ von über 18 % beschrieben. Aber auch bei Patienten mit oraler Bisphosphonateinnahme ohne maligne Grunderkrankung, wie z. B. der Osteoporose, tritt diese Erkrankung auf, allerdings mit einer deutlich geringeren Wahrscheinlichkeit von ca. 0,1 %.

## Vorsorge
Fachleute haben anhand der bislang bekannten Fälle Risikofaktoren ermittelt:
- Kiefernekrosen wurden vor allem beobachtet, wenn – wie bei Krebspatienten üblich – die Medikamente hoch dosiert eingesetzt wurden.
- Schädigungen des Kieferknochens traten bislang nur bei stickstoffhaltigen Medikamenten auf (im Gegensatz zu stickstofffreien Medikamenten).
- Die Gefährdung von Patienten, die Bisphosphonate in Tablettenform einnehmen, ist geringer als bei der regelmäßigen Infusion in die Vene.
- Größere Eingriffe wie Zahnwurzelbehandlungen, der Einsatz von Implantaten und Zahnentfernungen erhöhen das Risiko für Kieferschäden.

Vor Verordnung einer Therapie mit intravenösen Bisphosphonaten sollte ein Zahnarzt konsultiert werden, der notwendige Behandlungsmaßnahmen plant und vor Beginn der Bisphosphonattherapie ausführt. Die zahnmedizinische Sanierung muss nicht in dem radikalen Ausmaß durchgeführt werden, wie dies bei Patienten mit Kopf-Hals-Tumoren vor einer Bestrahlung der Fall ist. Dies liegt auch am Fehlen der Gefahr einer Strahlenkaries. Nicht erhaltungswürdige Zähne, Wurzelreste und teilretinierte Weisheitszähne sollten jedoch entfernt werden. Klinisch und radiologisch symptomlose wurzelbehandelte Zähne kann man unter jährlicher radiologischer Kontrolle belassen. Zähne mit chronischen apikalen Parodontitiden und radikulären Zysten werden besser entfernt, da das Risiko eines Misserfolges nach Wurzelspitzenresektion besteht. Nicht zu unterschätzen ist die Möglichkeit  einer durch Prothesendruckstellen verursachten BONJ; Patienten mit herausnehmbarem Zahnersatz sollen daher regelmäßig kontrolliert werden.
Sind bei Patienten unter laufender Bisphosphonattherapie chirurgische Interventionen notwendig, so geschieht dies unter antibiotischer Abschirmung und möglichst schonendem (atraumatischem) Vorgehen. Die Indikation zur Zahnentfernung muss sehr streng gestellt werden. Extraktionsalveolen werden mit epiperiostal präparierten Weichgewebslappen plastisch gedeckt. Frühestens zehn Tage nach dem Eingriff erfolgt die Nahtentfernung. Bis zu diesem Tag muss auch die Antibiotikagabe erfolgen. Vollständig knöchern impaktierte Weisheitszähne werden belassen. Von Eingriffen im Sinne chirurgischer Zahnerhaltung ist abzusehen. Intensive Karies- und Parodontalprophylaxe ist auch bei diesen Patienten zu empfehlen. Entsprechend erfolgt eine regelmäßige Nachkontrolle, insbesondere bei Trägern herausnehmbaren Zahnersatzes. Implantatinsertionen sind bei Patienten dieser Gruppe streng kontraindiziert.
Eine Zahnsanierung vor der Behandlung und eine Verlängerung der Dosierungsintervalle könnten nach den Ergebnissen einer Beobachtungsstudie in JAMA Oncology das Risiko senken.